# Coumba Gawlo
Coumba Gawlo Seck (29 de enero de 1972, Thiès, Senegal) es una cantante y compositora, sobre todo, difundidora del género Mbalax, música senegalesa.

## Biografía
Coumba empezó a cantar con tan solo 7 años cuando acompañaba a su madre Fatou Kiné Mbaye. A los 14 años, ganó la Voix d'or du Sénégal (La Voz de oro de Senegal) con la canción Soweto, escrita por su padre en honor a Nelson Mandela.
En 1990, saca su primer álbum Seytane. Se hizo muy popular en Senegal y casi todos los años estrena nuevos discos. 
En 1998, grabó el álbum Yo malé con el cantante francés Patrick Bruel y se hizo muy popular en la Europa de habla francesa, obteniendo doble Disco de oro en Bélgica y de platino en Francia. 
En 1999 el disco Pata, pata le da fama internacional y recibe el premio a la Mejor mujer africana en los Kora Awards y recibió el Kora Awards Mejor artista femenina africana por Sa Lii Sa Lee en 2001. La canción de Bine Bine en este disco rinde homenaje a la mujer senegalesa.
En 1999 también se incorporó a Les Enfoirés, una asociación de artistas y personas de origen francés que cantan en beneficio de la asociación Restos du Cœur ('Restaurantes del corazón'); su objetivo es distribuir comida gratis a los más desfavorecidos.
En 2002 fue nominada como patrocinadora de El Alto Comisionado de las Naciones Unidas para los refugiados y Embajadora de buena voluntad del Programa de las Naciones Unidas para el Desarrollo (PNUD), cargos desde los que ha colaborado en la organización de eventos o conciertos como, por ejemplo, el del 6 de marzo de 2010 en el concierto llamado África para Haití tras el terremoto que sufrió este país americano.

## Discografía
- Seytane (1990)
- Xalis (1991)
- Accident (1992)
- Deweneti (1994)
- Kor Dior (1995)
- Aldiana (1996)
- Amine (1997)
- Yo malé (1998)
- Fa Fa Fa Fa Fa (1998)
- Pata Pata (1999)
- Sa Líí Sa Léé (2001)
- Crazy Mbalax (2002)
- Ma Yeur Li Nga Yor (2002)
- Gawlo & Diego (2003)
- Takussan: Live in Dakar 1 et 2 (2004) - en directo
- Dewenëty Show (2006)
- Dieureudieuf (2007)
- Ma Djinn (2010)
- Kouy Feug (2013)
- Sen Gawlo Yeksina (2016)

## Premios
- 1986: «Voix d'or du Sénégal» por la canción Soweto

- 1995:

1. "Biddeew"  a la mejor cantante
2. "Biddeew" a la mejor producción
3. "Biddeew" al mejor videoclip

- 1998: El disco Yo malé en Bélgica fue doble disco de oro y en Francia disco de platino.
- 1999:

1. Tube de l'été en Francia por Pata Pata
2. Disco de platino en Francia por Pata Pata
3. Kora Awards: Mejor esperanza femenina de la música africana por Pata Pata

- 2001:

1. Kora Awards: Mejor artista femenina africana por Sa Lii Sa Léé
2. Kora Awards: Mejor artista femenina de África occidental por Sa Lii Sa Léé

- 2002: Patrocinadora del Alto Comisionado de las Naciones Unidas para los Refugiados (ACNUR).